# Ernst Erwin Stursberg
Ernst Erwin Stursberg (* 1908; † 1971) war ein deutscher Ingenieur, Genealoge und Heimatforscher aus Remscheid. Er studierte an der Technischen Hochschule Darmstadt und wurde Mitglied der Burschenschaft Rugia Darmstadt im ADB. Von ihm stammen zahlreiche Publikationen über die Remscheider und bergische Geschichte. Sein umfangreicher Nachlass befindet sich im Stadtarchiv Remscheid. Im Stadtteil Lüttringhausen wurde der Erwin-Stursberg-Weg nach ihm benannt.

## Veröffentlichungen (Auswahl)
- Die Stursberg. Starke Verlag, 1939.
- Alt-Lüttringhausen. Mann Verlag, 1950.
- Zur älteren Geschichte Lenneps. Stadtarchiv, 1956.
- Bergische Hanseaten. Bergischer Geschichtsverein, 1959.
- 600 Jahre Stursberg. Stammesverband Stursberg e. V., 1963.
- Geschichte des Hütten- und Hammerwesens im ehemaligen Herzogtum Berg. Stadtarchiv Remscheid, 1964.
- Remscheid und seine Gemeinden. Bergischer Geschichtsverein, Abt. Remscheid, 1969.
- Scharniere. Ed. Scharwächter KG, 1970.